# Peter Cipollone
Peter "Pete" Cipollone (født 5. februar 1971 i Marietta, Ohio, USA) er en amerikansk tidligere roer, olympisk guldvinder og foredobbelt verdensmester.
Cipollone vandt en guldmedalje ved OL 2004 i Athen, som styrmand i den amerikanske otter. Bådens roere var Wyatt Allen, Jason Read, Chris Ahrens, Joseph Hansen, Matt Deakin, Dan Beery, Beau Hoopman og Bryan Volpenhein. Amerikanerne sikrede sig guldmedaljen foran Holland og Australien, der vandt henholdsvis sølv og bronze. Han var også med i båden ved OL 2000 i Sydney, hvor det blev til en 5. plads.
Cipollone vandt desuden fire verdensmesterskaber, et i firer med styrmand, i 1995, og tre i otter, i henholdsvis 1997, 1998 og 1999.

## OL-medaljer
- 2004:  Guld i otter